# Ben Aarts
Benhart (Ben) Aarts (10 april 1941 – 14 mei 2010) was een Nederlands profvoetballer, die als aanvaller uitkwam voor Velox, DWS, DOS, HVC en Utrecht XI.

## Carrière
Ben Aarts kwam voor Velox en HVC uit in de eerste divisie, en voor DWS en DOS in de eredivisie. Ook werd hij geselecteerd voor de Utrechtse selectie voor de Jaarbeursstedenbeker in het seizoen 1962/63.

## Carrièrestatistieken
| Seizoen         | Club            | Land            | Competitie           | Competitie | Competitie | Beker | Beker | Internationaal | Internationaal | Overig | Overig | Totaal | Totaal |
| Seizoen         | Club            | Land            | Competitie           | Wed.       | Dlp.       | Wed.  | Dlp.  | Wed.           | Dlp.           | Wed.   | Dlp.   | Wed.   | Dlp.   |
| --------------- | --------------- | --------------- | -------------------- | ---------- | ---------- | ----- | ----- | -------------- | -------------- | ------ | ------ | ------ | ------ |
| 1958/59         | Velox           | Nederland       | Tweede divisie A     | 16         | 7          | –     | 1     | 0              | 0              | 0      | 0      | –      | 8      |
| 1959/60         | Velox           | Nederland       | Tweede divisie B     | 21         | 4          | –     | –     | 0              | 0              | 0      | 0      | 21     | 4      |
| 1960/61         | Velox           | Nederland       | Tweede divisie       | 23         | 13         | –     | 2     | 0              | 0              | 0      | 0      | –      | 15     |
| 1961/62         | Velox           | Nederland       | Tweede divisie       | 24         | 8          | –     | 0     | 0              | 0              | 0      | 0      | –      | 8      |
| 1962/63         | Velox           | Nederland       | Eerste divisie       | 27         | 11         | –     | 0     | 0              | 0              | 0      | 0      | –      | 11     |
| 1962/63         | Utrecht XI      | Europa          | Jaarbeursstedenbeker | –          | –          | –     | –     | 1              | 0              | –      | –      | 1      | 0      |
| 1963/64         | Velox           | Nederland       | Eerste divisie       | 29         | 8          | –     | 1     | 0              | 0              | 0      | 0      | –      | 9      |
| 1964/65         | DWS             | Nederland       | Eredivisie           | 3          | 2          | –     | 0     | 1              | 0              | 0      | 0      | –      | 2      |
| 1965/66         | DOS             | Nederland       | Eredivisie           | 22         | 0          | –     | 0     | 2              | 0              | 0      | 0      | –      | 0      |
| 1966/67         | DOS             | Nederland       | Eredivisie           | 34         | 1          | –     | 0     | 4              | 0              | 0      | 0      | –      | 1      |
| 1967/68         | DOS             | Nederland       | Eredivisie           | 32         | 0          | –     | 0     | 2              | 0              | 0      | 0      | –      | 0      |
| 1968/69         | HVC             | Nederland       | Eerste divisie       | 32         | 1          | –     | 0     | 0              | 0              | 0      | 0      | –      | 1      |
| 1969/70         | HVC             | Nederland       | Eerste divisie       | 34         | 4          | –     | 0     | 0              | 0              | 0      | 0      | –      | 4      |
| 1970/71         | HVC             | Nederland       | Eerste divisie       | 24         | 1          | –     | 0     | 0              | 0              | 0      | 0      | –      | 1      |
| 1971/72         | HVC             | Nederland       | Eerste divisie       | 12         | 0          | –     | 0     | 0              | 0              | 0      | 0      | –      | 0      |
| Carrière totaal | Carrière totaal | Carrière totaal | Carrière totaal      | 333        | 60         | –     | 4     | 10             | 0              | 0      | 0      | –      | 64     |

## Erelijst
Velox
| Nationaal      |    |         |
| Tweede divisie | 1x | 1961/62 |